# كاتسومي ياماموتو
كاتسومي ياماموتو هو موجه قوارب ‏ ياباني، ولد في 16 ديسمبر 1946 في كيوتو في اليابان.

## وصلات خارجية
- كاتسومي ياماموتو على موقع الاتحاد الدولي للتجديف (الإنجليزية)
- كاتسومي ياماموتو على موقع اللجنة الأولمبية الدولية (الإنجليزية)
- كاتسومي ياماموتو على موقع أوليمبيديا (الإنجليزية)